# Verónica Lozano
María Verónica Lozano (Bahía Blanca, 30 de mayo de 1970) es una exmodelo, actriz, conductora y psicóloga argentina.
Fue conductora de varios programas de televisión exitosos, y también ha participado como conductora de entregas de premios, como cuando presentó junto a Kevsho los premios Kids' Choice Awards Argentina de Nick en 2018. Ha sido ganadora de los Premios Martín Fierro y Premios Tato. Desde 2017 es la conductora de Cortá por Lozano por Telefe.

## Biografía
Su carrera en el modelaje inició con apenas 17 años dirigida por Ricardo Piñeiro, convirtiéndose en la cara de los Jeans Wrangler.
En 1996 debutó en televisión en el programa Aquí está tu hit mientras dirigía su propio consultorio y algunos hospitales trabajando como psicóloga. Ese mismo año Participó de la serie Mi familia es un dibujo. 
En 1998 participó de la comedia del Canal 9 Lo tuyo es mío junto a Cecilia Dopazo, Marcelo Mazzarelo, José Luis Oliver y Diego Ramos. En agosto de ese año, condujo junto a Fernando Bravo el programa BTV nada malo puede pasar en el Canal 13, sin embargo, debido a razones de rating no pudo mantenerse por mucho tiempo en el aire.
Durante 1999 acompañó en la conducción a Dolores Cahen D'Anvers en el programa de actualidad La hoguera, un magazine donde se pasaban las noticias actuales y se analizaba la realidad a través de un tamiz de humor irónico y ácido. También participó de la conducción del programa de radio "El Mañanero" con Juan Castro, los sábados de 8 a 11 por Rock&Pop FM.
En 2001 fue productora en el programa Popstars: Tu show está por empezar, reality del que nació el grupo musical Bandana, también condujo el ciclo Popstars para Disney Channel. En 2002 condujo junto a Horacio Cabak el magazine Siempre listos por el Canal 13. 
De 2003 a 2004 condujo el programa Media hora en la luna, por la señal TN. En 2004 formó parte del elenco de la telenovela argentina emitida por Canal 13 Los Pensionados, creada por Adrián Suar y dirigida por Rodolfo Antúnez y Víctor Stella representando el papel de Violeta Carballo.
En el 2005 retomó la radio con el programa Mi nombre es ninguno junto al periodista y conductor Daniel Tognetti, por FM Spika. Previamente, el mismo año condujo el programa periodístico-testimonial Cadena de Favores por el canal 13.
Desde 2006 fue conductora del programa AM, antes del mediodía junto a Leonardo Montero, el cual era emitido de lunes a viernes por Telefe hasta en diciembre de 2015. En 2013 participó en la telenovela argentina Los vecinos en guerra, producida por Underground Contenidos y Endemol.
En 2016, participó de la telecomedia Educando a Nina con producción de Underground y Telefe contenidos. También participa del programa cómico La Peluquería de Don Mateo con producción de Gustavo Sofovich.
Desde el 23 de enero de 2017 es la conductora del nuevo magazine diario-vespertino Cortá por Lozano por la pantalla de Telefe. Además, el 9 de febrero del mismo año se incorporó al programa radial «Perros de la calle» acompañando a Andy Kusnetzoff, producida por Kuarzo Entertainment Argentina y emitida por Metro 95.1.
El sábado 25 de agosto de 2018, se emitió la gala de la entrega Kids' Choice Awards Argentina, de La Octava gala de Kids Choice Awards 2018 junto a Kevsho, ambos emitidos por Telefe y Nickelodeon.
El sábado 4 de septiembre de 2021, reemplazó a Andy Kusnetzoff en la conducción del programa PH, podemos hablar, con motivo del nacimiento del segundo hijo de Andy, León Kusnetzoff.

## Vida personal
Está casada con Jorge "Corcho" Rodríguez, con quien tiene una hija, Antonia, nacida en 2009.

## Cine
- 2006: Cars: una aventura sobre ruedas - Sally Carrera (Doblaje argentino)
- 2022: Granizo

## Televisión
| Ficciones     | Ficciones                                 | Ficciones      | Ficciones               |
| Año           | Título                                    | Canal          | Personaje               |
| ------------- | ----------------------------------------- | -------------- | ----------------------- |
| 1995          | Poliladron                                | Canal 13       | Betina                  |
| 1996          | Mi familia es un dibujo                   | Telefe         |                         |
| 1998          | Lo tuyo es mío                            | Canal 9        | Susana Ortiz            |
| 2003          | Son amores                                | Canal 13       | Eva                     |
| 2004          | Los pensionados                           | Canal 13       | Violeta Carballo        |
| 2005          | Conflictos en red                         | Telefe         | PC12 (Voz)              |
| 2013          | Vecinos en guerra                         | Telefe         | Ella misma              |
| 2016          | Educando a Nina                           | Telefe         | Ella misma              |
| 2016          | La peluquería de don Mateo (versión 2016) | Telefe         | La mucama               |
| Programas     |                                           |                |                         |
| Año           | Título                                    | Canal          | Rol                     |
| 1996-1997     | Aquí está tu hit                          | Telefe         | Conductora              |
| 1998          | BTV nada malo puede                       | Canal 13       | Conductora              |
| 1999          | La hoguera                                | América TV     | Conductora              |
| 2001          | Mucho más Popstars                        | Disney Channel | Conductora              |
| 2002          | Siempre listos                            | Canal 13       | Conductora              |
| 2003-2004     | Media hora en la luna                     | TN             | Conductora              |
| 2005          | Cadena de favores                         | Canal 13       | Conductora              |
| 2006-2015     | AM, antes del mediodía                    | Telefe         | Conductora              |
| 2011          | PM, pasado el mediodía                    | Telefe         | Conductora              |
| 2017-presente | Cortá por Lozano                          | Telefe         | Conductora              |
| 2018          | Kids' Choice Awards Argentina 2018        | Nick / Telefe  | Conductora              |
| 2021          | PH, podemos hablar                        | Telefe         | Conductora de reemplazo |
| 2022-2024     | A la Barbarossa                           | Telefe         | Conductora de reemplazo |
| 2024          | Bake Off Famosos Argentina                | Telefe         | Participante titular    |

## Premios y nominaciones

### Premio Martín Fierro
| Año  | Categoría                 | Trabajo Nominado       | Resultado |
| ---- | ------------------------- | ---------------------- | --------- |
| 2010 | Mejor conducción femenina | AM, Antes del Mediodía | Ganadora  |
| 2011 | Mejor conducción femenina | AM, Antes del Mediodía | Nominada  |
| 2013 | Mejor conducción femenina | AM, Antes del Mediodía | Nominada  |
| 2018 | Mejor conducción femenina | Cortá por Lozano       | Ganadora  |

### Premios Tato
| Año  | Categoría                 | Trabajo Nominado       | Resultado |
| ---- | ------------------------- | ---------------------- | --------- |
| 2011 | Mejor conducción femenina | AM, Antes del Mediodía | Nominada  |
| 2012 | Mejor conducción femenina | AM, Antes del Mediodía | Ganadora  |
| 2013 | Mejor conducción femenina | AM, Antes del Mediodía | Ganadora  |
| 2015 | Mejor conducción femenina | AM, Antes del Mediodía | Ganadora  |
| 2017 | Mejor conducción femenina | Cortá por Lozano       | Ganadora  |

### Premios Konex
| Año  | Categoría        | Trabajo Nominado  | Resultado |
| ---- | ---------------- | ----------------- | --------- |
| 2021 | Mejor conducción | Período 2011-2020 | Ganadora  |